# Phaegoptera albimaculata
Phaegoptera albimaculata là một loài bướm đêm thuộc phân họ Arctiinae, họ Erebidae.